# Botanischer Garten der Stadt Paris

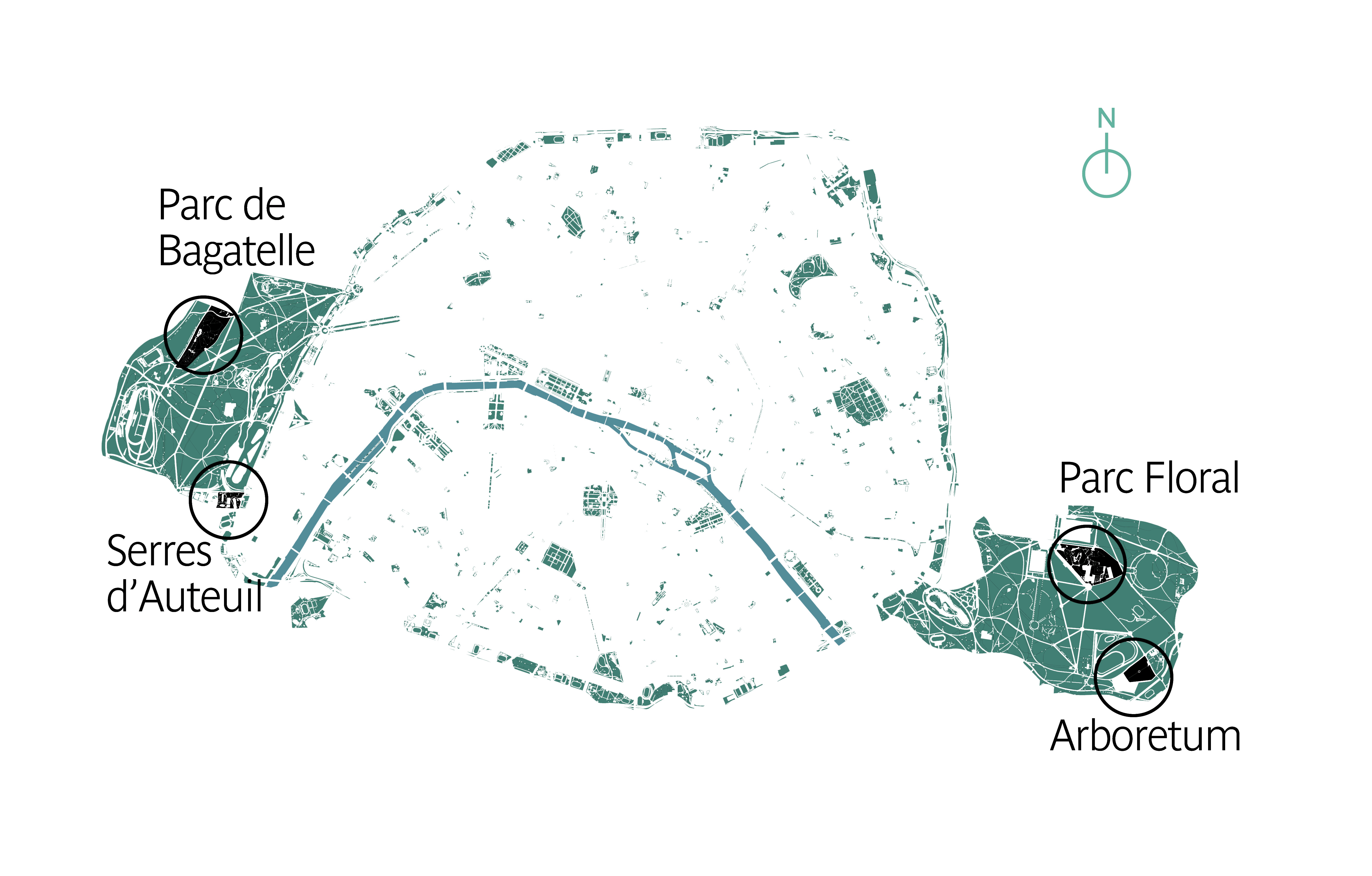
Botanischer Garten der Stadt Paris: Plan der vier Standorte

Der Botanische Garten der Stadt Paris (Jardin botanique de la ville de Paris) besteht aus vier Gärten mit einer Gesamtfläche von 83 Hektar. Zwei der Gärten liegen im Bois de Boulogne im Westen von Paris, nämlich der Jardin des Serres d’Auteuil und der Parc de Bagatelle. Die beiden anderen befinden sich im Bois de Vincennes im Osten der französischen Hauptstadt: der Parc floral de Paris und die École Du Breuil.
Der Jardin des Plantes gehört nicht zum Botanischen Garten der Stadt Paris, sondern zum Muséum national d’histoire naturelle.